# Калояново (Сливенська область)
Калоя́ново (болг. Калояново) — село в Сливенській області Болгарії. Входить до складу общини Сливен.

## Населення
За даними перепису населення 2011 року у селі проживали 668 осіб.
Національний склад населення села:
| Національність   | Кількість осіб | Відсоток |
| ---------------- | -------------- | -------- |
| болгари          | 341            | 51,2 %   |
| цигани           | 323            | 48,5 %   |
| турки            | 0              | 0 %      |
| Всього відповіли | 666            |          |

Розподіл населення за віком у 2011 році:
Динаміка населення: